# Tom Bean
Tom Bean és una població dels Estats Units a l'estat de Texas. Segons el cens del 2000 tenia 941 habitants.

## Demografia
Segons el cens del 2000, Tom Bean tenia 941 habitants, 357 habitatges, i 263 famílies. La densitat de població era de 257,7 habitants per km².
Dels 357 habitatges en un 41,7% hi vivien nens de menys de 18 anys, en un 58% hi vivien parelles casades, en un 12% dones solteres, i en un 26,1% no eren unitats familiars. En el 24,4% dels habitatges hi vivien persones soles el 12,9% de les quals corresponia a persones de 65 anys o més que vivien soles. El nombre mitjà de persones vivint en cada habitatge era de 2,64 i el nombre mitjà de persones que vivien en cada família era de 3,15.
Per edats la població es repartia de la següent manera: un 32,1% tenia menys de 18 anys, un 6,4% entre 18 i 24, un 31,8% entre 25 i 44, un 19,9% de 45 a 60 i un 9,9% 65 anys o més.
L'edat mediana era de 32 anys. Per cada 100 dones de 18 o més anys hi havia 82,1 homes.
La renda mediana per habitatge era de 38.875 $ i la renda mediana per família de 50.000 $. Els homes tenien una renda mediana de 37.750 $ mentre que les dones 23.036 $. La renda per capita de la població era de 16.113 $. Aproximadament el 7,6% de les famílies i el 9% de la població estaven per davall del llindar de pobresa.

## Poblacions més properes
El següent diagrama mostra les poblacions més properes.